# Pobre Presidente
Pobre Presidente (también llamada Pobre Ex-Presidente) es una serie de comedia dominicana transmitida por Canal Antena 7 (antes Antena Latina) entre los años 2002 y 2004.

## Producción
La producción estuvo a cargo de Wendy Mora y Alfonso Rodríguez, quien también estuvo involucrado como director o coproductor. El guion contó con autores como Miguel Alcántara, Humberto Espinal, Josefina Muñoz, Félix Peguero y Fernando Rodríguez. Osvaldo Añez actuó como segundo director o asistente de dirección. Los episodios tuvieron una duración aproximada de 30 minutos, y se transmitían semanalmente durante las noches.

### temática
La serie gira en torno a un expresidente ficticio de la República Dominicana, quien tras dejar el poder, regresa a vivir en un barrio de clase media baja. Lo cotidiano del exmandatario en su hogar (siempre acompañado por su escolta) se convierte en eje de situaciones cómicas pero a la vez cargadas de crítica social. Un agente fiscal anticorrupción lo mantiene bajo investigación, generando un hilo narrativo que combina sátira política con humor cotidiano.
La serie alcanzó notoriedad en su tiempo gracias a su sutil estilo satírico, lo que permitía cuestionar asuntos gubernamentales sin confrontar de modo directo a la realidad política dominicana.